# Justizvollzugsanstalt Oldenburg
Die JVA Oldenburg ist eine Justizvollzugsanstalt in Oldenburg (Oldenburg), Niedersachsen. Sie wurde 2001 in Betrieb genommen und verfügt über 437 Haftplätze.

## Architektur
Die Insassen der Justizvollzugsanstalt Oldenburg gelangen über eine zentrale Verkehrsachse von den Hafthäusern in die Betriebe und die Schule und müssen somit nicht das Gebäude verlassen. Alle Zugänge zu dem Gebäude führen durch personell bewachte Sicherheitsschleusen. Die einzelnen Vollzugsabteilungen sind baulich voneinander getrennt, so dass eine räumliche Trennung der Inhaftierten und damit eine Differenzierung während des Strafvollzugs ermöglicht wird.
Innerhalb der Anstalt befinden sich keine Gitter. Sämtliche Türen und Fenster innerhalb der Mauern sind Sicherheitsglas-Elemente, die eine gute Übersicht gewährleisten. Gitter befinden sich nur an den Außenfenstern des Gebäudes. Alle Bereiche der Anstalt – bis auf die Hafträume – sind kameraüberwacht.
Nach dem Vorbild der JVA Oldenburg wurden in gleicher Bauweise in Niedersachsen die Justizvollzugsanstalten Sehnde (Bezugsjahr 2004) und Rosdorf (Bezugsjahr 2007) erstellt.

## Zuständigkeit / Vollstreckungsplan
Die JVA Oldenburg verfügt mit ihren beiden Außenabteilungen über insgesamt 412 Haftplätze. In der Hauptanstalt können 122 Inhaftierte in Untersuchungshaft und 126 Inhaftierte in Strafhaft untergebracht werden. Die Transportstation bietet Platz für 30, die medizinische Abteilung für 6 und die Sicherheitsstation für 10 Inhaftierte. Aufgrund des hohen Sicherheitsstandards sind hier auch Straftäter mit langen Haftstrafen inhaftiert. Seit 2014 hat die JVA Oldenburg erstmals eine eigene Zuständigkeit für Strafgefangene, insbesondere aus dem Amtsgerichtsbezirk Oldenburg, so dass Strafgefangene von der Untersuchungshaft bis zu ihrer Haftentlassung durch die Anstalt begleitet werden. Seit dem 1. August 2017 verfügt die JVA Oldenburg zudem über eine  Abteilung mit psychiatrischen Schwerpunkt mit 21 Haftplätzen. Die weitere Zuständigkeit ergibt sich aus dem Einweisungs- und Vollstreckungsplan für das Land Niedersachsen.

## Die Abteilungen in Wilhelmshaven und Nordenham
Die Abteilungen des offenen Vollzuges in Wilhelmshaven (51 Haftplätze) und Nordenham (46 Haftplätze, davon sechs für Frauen) bereiten Inhaftierte, die für Haftlockerungen geeignet sind, auf ihre Entlassung vor.
Beide Abteilungen bieten den Inhaftierten einen Arbeitsbetrieb, in dem tagsüber gearbeitet werden kann. Darüber hinaus besteht ein umfangreiches Bildungs- und Freizeitangebot. Nach eingehender Prüfung und festgestellter Eignung der Gefangenen, können diese bis zu 30 Stunden Regelausgang im Monat erhalten. Bei festgestellter Eignung können Inhaftierte im Freigang tagsüber einer sozialversicherungspflichtigen Tätigkeit nachgehen, um nach der Arbeit wieder in den offenen Vollzug zurückzukehren.

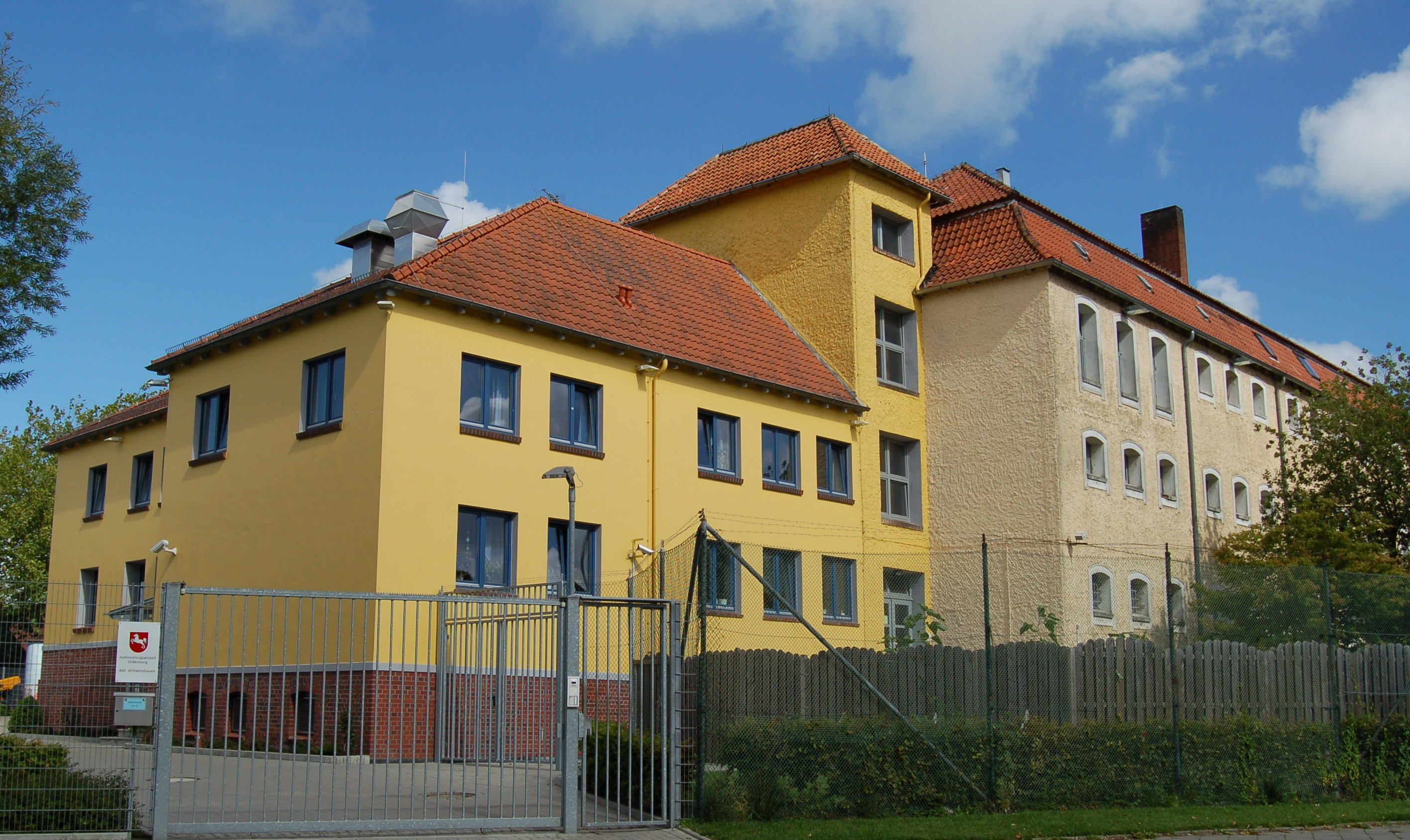
Die 1908 als Marinearrestanstalt erbaute Abteilung Wilhelmshaven wurde seitdem vielfältig genutzt
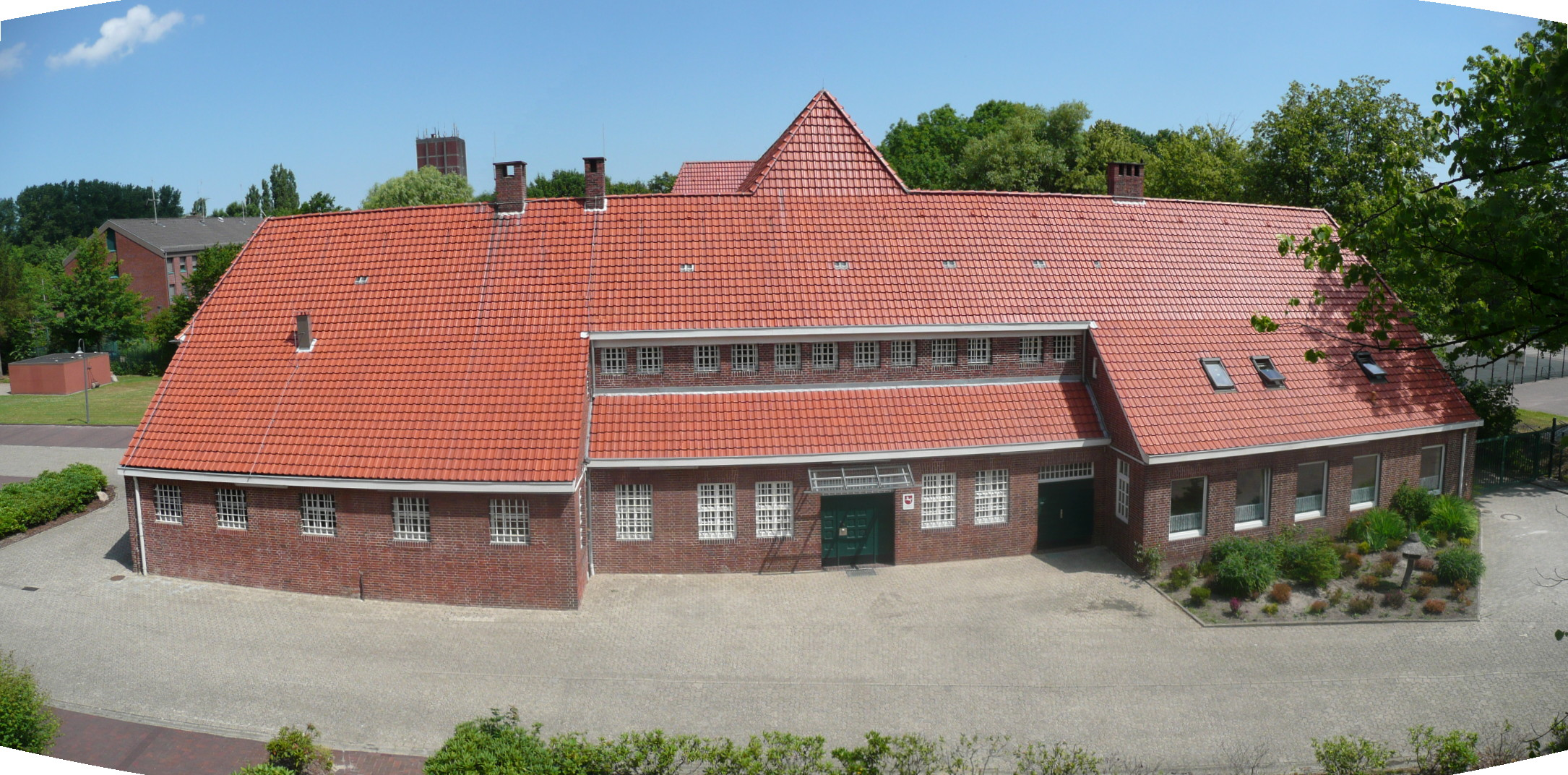
Die 1912 erbaute Abteilung Nordenham wurde ursprünglich „Schließerei“ genannt, anschließend Gerichtsgefängnis und heute Justizvollzugsanstalt Nordenham

Seit 2008 befindet sich auf dem Gelände in Wilhelmshaven das Vollzugsmuseum Wilhelmshaven. Im Dezember 2011 wurde ein Förderverein gegründet mit dem Ziel, die vollzugsgeschichtliche Sammlung im ehemaligen Luftschutzbunker auf dem Gelände der Justizvollzugsanstalt in Wilhelmshaven zu erhalten und gegebenenfalls zu erweitern. Das Museum ist nur wenige Tage im Jahr sowie auf Voranmeldung geöffnet. Darüber hinaus finden seit 2012 verschiedene Kulturveranstaltungen wie Lesungen und kleinere Konzerte statt.

## Unterbringung der Inhaftierten
Zunächst werden die Inhaftierten der Untersuchungshaft von den Strafgefangenen räumlich getrennt untergebracht. Bei allen Gefangenen gibt es Vollzugsabteilungen für diejenigen, die regelmäßig zur Arbeit gehen. Die Nicht-Arbeiter sind gesondert untergebracht.
Es gibt eine Aufnahmeabteilung für Untersuchungsgefangene und eine für Strafgefangene mit einem geordneten Aufnahmeverfahren zur Planung der Maßnahmen und der Erleichterung der ersten Zeit in der Haft.
Es gibt eine Abteilung für Teilnehmer von Bildungsmaßnahmen, eine Abteilung für Gefangene mit sogenannten „Funktionsposten“ (z. B. Küchenarbeiter), eine Krankenstation und eine Station zur Vorbereitung auf den offenen Vollzug, die Entlassung oder die Aufnahme einer Therapie.
Wird bei Gefangenen die Eignung für den offenen Vollzug festgestellt, so werden sie in die Abteilungen Wilhelmshaven oder Nordenham verlegt.

## Vereine

### Kriminalpädagogischer Verein Oldenburg e. V. (KPVO)
Der KPVO e. V. fördert die Wiedereingliederung von Inhaftierten und entlassenen Inhaftierten in die Gesellschaft. Unter Berücksichtigung  von wissenschaftlich erarbeiteten kriminologischen Rückfallfaktoren werden entsprechend geeignete Maßnahmen und Projekten umgesetzt, wodurch den Ursachen der Straffälligkeit entgegenwirkt werden kann.

### Freizeitsportverein Trotzdem
1988 wurde der Freizeitsportverein der JVA Oldenburg gegründet, um den Sport in der JVA zu fördern; sowohl für die Bediensteten als auch für die Inhaftierten. Neben der Aufstellung verschiedener Sportgruppen wurden Turniere, Wettkämpfe und Veranstaltungen organisiert sowie materiell und finanziell unterstützt. Bisherige Höhepunkte waren der Gewinn der Deutschen Volleyballmeisterschaft der Justizvollzugsbediensteten in Iserlohn 2006 und 2008 in Oldenburg, außerdem der Mannschaftssieg der Läufer bei den Deutschen Waldlaufmeisterschaften 2007 in Kiel. Volleyball, Fußball und Laufen sind die bevorzugten Sportarten, denen die Bediensteten der JVA Oldenburg regelmäßig in ihrer Freizeit nachgehen. 2005, 2007 und 2017 wurden die Inhaftierten Niedersachsenmeister im Fußball.
Jedes Jahr wird ein Sport- und Sommerfest veranstaltet, außerdem der Oldenburger JVA-Marathon, den es schon seit 2008 gibt.
Die Vereinsmitglieder organisieren die Turniere und Feiern, stiften Pokale oder Preise und schaffen neue Sportgeräte an.